# 1510
| 1510               |
| ------------------ |
| Dødsfald - Fødsler |
|                    |

| Gregoriansk kalender | 1510 MDX                |
| Ab urbe condita      | 2263                    |
| Armensk kalender     | 959 ԹՎ ՋԾԹ              |
| Kinesiske kalender   | 4206 – 4207 己巳 – 庚午 |
| Etiopisk kalender    | 1502 – 1503             |
| Jødisk kalender      | 5270 – 5271             |
| Hindukalendere       |                         |
| - Vikram Samvat      | 1565 – 1566             |
| - Shaka Samvat       | 1432 – 1433             |
| - Kali Yuga          | 4611 – 4612             |
| Iransk kalender      | 888 – 889               |
| Islamisk kalender    | 916 – 917               |

Konge i Danmark: Hans 1481-1513
Se også 1510 (tal)

## Begivenheder
- 21. april - Lübeck erklærer krig mod Danmark.